# تصوير بيانات

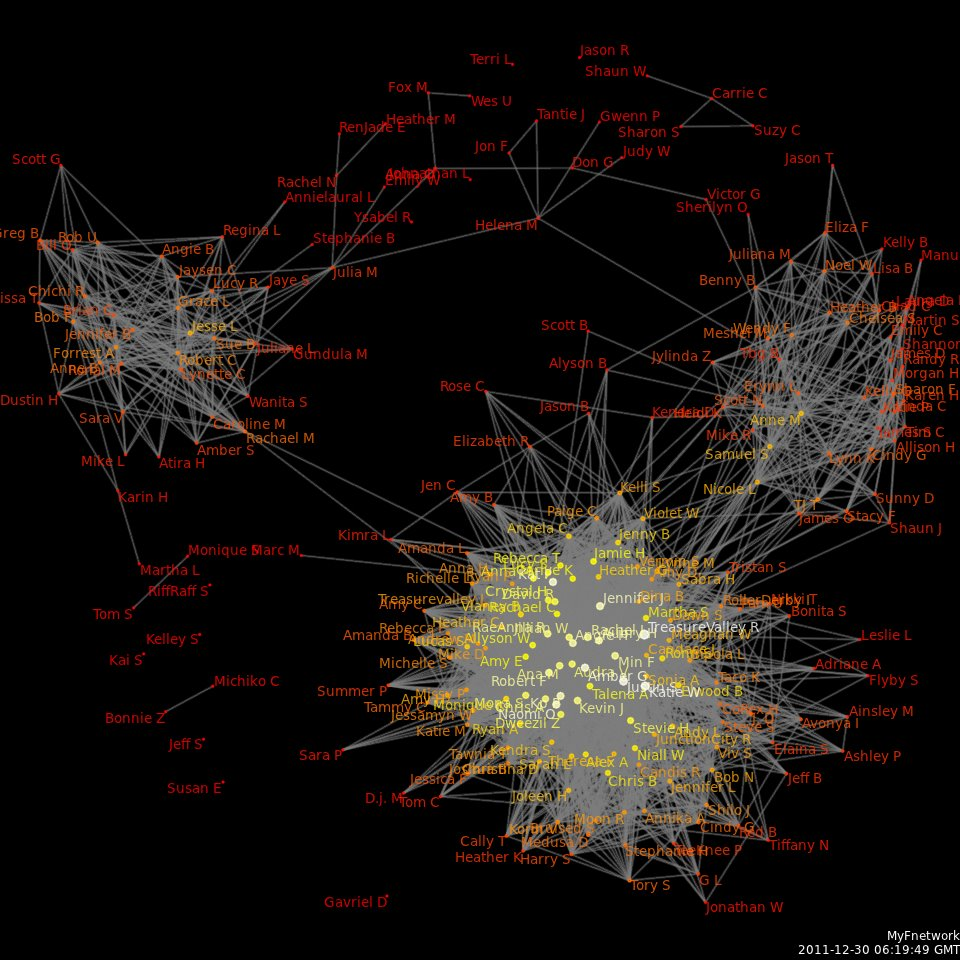
رسم تصويري لشبكة معارف أحد أعضاء موقع فيسبوك للتواصل الاجتماعي

تصوير البيانات أو التصوير البياني أو الإظهار المرئي للمعلومات والمعطيات هو تقديم البيانات بأسلوب فني جميل الشكل ومنسق اللون وواضح المعالم، بخلاف وسائل التقديم العلمية التي تهتم بالمحتوى أكثر من المظهر، وذلك لإثارة اهتمام وفضول غير المتخصصين فحسب. يلفى المجال اهتماما متزايدا لدى العلماء، نظرا للحضور الذي يحظى به التعبير البصري عن البيانات في وسائل الإعلام والتواصل الاجتماعي المرئية. والغرض من التعبير البصري للبيانات هو توضيحها ومن ثم البلوغ بها إلى التأثير على القارئ. تحدد نوعية البيانات والسياق نوعية الرسوم المختارة وكيفية العرض والتحليل.